# بولونيوم
البولونيوم هو عنصر كيميائي في الجدول الدوري يرمز له بـ Po وعدده الذري 84. يعد من أشباه الفلزات، وله نشاط إشعاعي نادر. وهو شبيه كيميائياً بعنصري التيلوريوم والبزموت.
أُكتشف على يد ماري كوري
عام 1898م.

## السـمـّية
إذا قارنا وزناً بوزن، فسمية البولونيوم هي نحو 106 مرة أكثر من سمية سيانيد الهيدروجين (50 ن.ج. ل Po-210 مقابل 50 م.ج. لسيانيد الهيدروجين). الخطر الرئيسي فيه هو الإشعاع الشديد (كمشع لأجسام ألفا)، والتي تجعل حمله بأمان مشكلة - فجرام واحد من البولونيوم سوف يسخن تلقائياً لدرجة حرارة حوالي 500 °C. والبولونيوم كذلك سام كيميائياً حيث أثر سميته الكيماوية مشابه لأثر التيلوريوم. وحتى في كميات بالميكروجرام بإن التعامل مع 210Po هو شديد الخطورة ويتطلب معدات خاصة وطرق صارمة للتناول. وإذا ما ابتـُلع (بالتنفس أو الامتصاص) فإن أجسام ألفا التي يشعها البولونيوم تدمر الأنسجة الحيوية بسهولة وما إن يدخل مجرى الدم حتى يبدأ مباشرة بتعطيل الجهاز المناعي بتخلخله إلى نخاع العظام، حتى يصبح جسد الإنسان من الداخل غير قادر على صدّ البكتيريا الموجودة فيه والتي تبدأ في أكله من الداخل إلى الخارج، يقوم البولونيوم بمهاجمه الحمض النووي ويوقف الأعضاء الداخلية وجرعة كبيره منه قد تؤدي إلى الموت خلال 24 ساعة. البولونيوم لا يخترق الجلد، لذلك فلا خطورة إذا ما كان خارج الجسم.

## حالات شهيرة للتسمم بالبولونيوم
اغتيال ألكساندر ليتفيننكو في 2006 اُعلن أنه كان بسبب التسمم بالبولونيوم. وعموماً 210Po في أخطر حالاته إذا ما ابتُلع. وحسب نيك بريست، خبير الإشعاع الذي تحدث لقناة سكاي في 2 ديسمبر، بإن السيد ألكساندر ليتفيننكو ربما يكون أول شخص يموت بسبب الآثار الحادة لإشعاع جسيمات ألفا.
اغتيال الرئيس الفلسطيني ياسر عرفات في نوفمبر 2004 حيث وجدت هذه المادة بنسبة عالية في ملابس عرفات وشعره وبوله بعد أن تم فحص عينات كانت قد وجدت على ملابسه الداخلية وطاقية الرأس.
وكانت هناك مطالبات باستخراج جثة ياسر عرفات الزعيم الفلسطيني الراحل لاعادة فحص الجثه على يوتيوبو اكتشاف المزيد من ترسبات هذه المادة السامة في العظم. حيث تم الرضوخ لهذه المطالب وفحص الجثة بتاريخ 27 نوفمبر 2012 , وبعد ان تم اعلان النتائج في تاريخ 6/11/2013 تم التأكد من انه تم اغتياله بالبولونيوم المشع .